# Kali-iuga

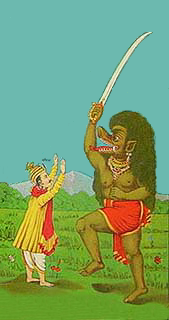
El demonio Kali intenta matar una vaca y es detenido por el rey ario Parīkṣit, descendiente de los Pándavas.

Kaliyuga (del sánscrito कलियुग kaliyuga, lit. ‘era de Kali’) es un período que aparece en las escrituras hindúes. Comúnmente se lo denomina «era de riña» o «era de riña e hipocresía». En sánscrito, kali significa ‘dado’ (o más precisamente ‘el lado del dado marcado con un uno’: el lado perdedor del dado) y yuga, ‘era’.

## Mitología

### La personificación del demonio Kali
Según el Bhagavata-purana (4, 8, 3), Kali es un asura de piel morena, hijo de Krodha (‘ira’) y Jimsa (‘violencia’, en inglés himsa). Cometió incesto con su amiga Durukti (‘calumnia’) y así tuvo dos hijos: Bhaia (‘miedo’) y Mritiu (‘tiempo’).

Su segunda esposa era la diosa Alaksmi (‘triunfo).
Aparece como un genio malvado en el episodio de Nala, en el Mahabhárata.
No debe confundirse con la diosa Kalí, que es una entidad diferente al demonio Kali.

### Leyenda
Según el Mahabhárata, la era de Kali inició en la medianoche del duodécimo día de la guerra de Kurukshetra (que duró en total dieciocho días), la noche en que los dos ejércitos se negaron a detenerse al atardecer (para orar) y siguieron matándose en la oscuridad, hasta el amanecer.
A mediados del siglo VI, el astrólogo Aria Bhatta (476-550 d. C.) determinó mediante cálculos astrológicos que ese momento podría haber sucedido entre el 17 y el 18 de febrero del 3102 a. C.
En la actualidad los hinduistas sostienen que esa fecha es correcta.
Debido a la presencia del dios Krisna en el planeta, la personificación de Kali no se atrevió a entrar con toda su fuerza. Pero en el mismo día de la ascensión de Krisna al cielo (quien murió a los 125 años de edad), Kali entró en este mundo en la forma del delito de lastimar a una vaca.
Este yuga del vicio durará exactamente 1200 años de los devas (dioses) o 432 000 años de los humanos. Al final, nacerá Kalki, el décimo y último avatar de Visnú, que ―montando un caballo blanco y blandiendo una espada― matará a toda la humanidad corrompida, y salvará a los que sigan siendo devotos de Visnú.
Según el orientalista Fernando Sánchez Dragó:

El kaliyuga, que en las tradiciones gnósticas del mundo occidental se designa como Edad de Hierro, constituye la etapa más siniestra y negativa de la evolución del hombre y se caracteriza por el dominio de la mezquindad, por la ausencia de espiritualidad y por la presencia ‒abrumadora, avasalladora‒ de todos los pecados capitales. Es el período de la degradación generalizada que precede a la disolución del universo o, como mínimo, de la especie humana y a su posterior refundación y regeneración. Cunde en dicha etapa por doquier la idolatría del Becerro de Oro y es en ella, efectivamente, un furibundo lobo el hombre para el hombre. Todo se le vuelve ‒se nos vuelve‒ violencia, rapiña, beligerancia, competitividad, despropósito, sucedáneo, vicio, satiricón y economía. Lo virtual sustituye a lo real, la discordia a la concordia, la materia al espíritu. Prolifera y ejerce el mando en ese ciclo la casta de los shûdra, generadora y responsable de todas las ideologías perversas (…) y abundan a su socaire las guerras, la penuria, el hambre, la explotación, la morbidez, la locura y las catástrofes de origen natural o artificial.

Es, aseguran, el período de la degradación generalizada que precede a la disolución del universo y a la extinción de la especie humana como paso previo a su posterior refundación y regeneración. El Kaliyuga se caracteriza por el dominio de la mezquindad, la ausencia de espiritualidad y el predominio de todos los pecados capitales. Cunde la idolatría del Becerro de Oro. El hombre se vuelve furibundo lobo para el hombre. Todo es violencia, rapiña, beligerancia, competitividad, trivialidad, despropósito, sucedáneo, vicio, satiricón y economía. Lo virtual (la Red) sustituye a lo real, la discordia a la concordia (los antisistema, los prosistema, los indignados, los manifestantes, los integristas, los terroristas, la izquierda, la derecha), la materia al espíritu (la prima de riesgo, la Bolsa, las preferentes, el fisco, el bingo, los hombres de Adelson, la ingeniería financiera)... Ejerce el mando en ese ciclo la casta de los shûdra, que surge de los pies de Brahma y genera, asume y esgrime todas las ideologías perversas: fascismo, socialismo, capitalismo, sindicalismo, nacionalismo, monoteísmo...
Durante el Kaliyuga, o Edad de Hierro en la terminología del gnosticismo occidental, el común de los mortales desconoce su verdadera identidad y confunde el yo profundo con las etiquetas del ego.

### Cronología
Según las escrituras védicas, los cuatro yugas forman un ciclo de 4 320 000 años (un maha-iuga, o ‘gran era’), que se repite:
- Satyá-yuga (‘era de la verdad’): la primera era, de 1 728 000 años de duración. El promedio de vida era de 100 000 años
  - Era de oro, según otra nomenclatura.
- Duapára-yuga (‘segunda era’): de 1 296 000 años. El promedio de vida era de 10 000 años.
  - Era de plata
- Tretā-yuga (‘tercera era’): de 864 000 años. El promedio de vida era de 1000 años.
  - Era de bronce (no se pretende que coincida con la Edad de Bronce en la India).
- Kali-yuga (‘era de riña’): de 432 000 años. El promedio de vida es de 100 años (al comienzo de la era, hace 5100 años).
  - Era de hierro (que tampoco se pretende que coincida con la Edad de Hierro en la India).

En este maja-iuga en particular, las edades se permutaron: antes de la segunda (duapára) vino la tercera (tretā).